# Cain's Cutthroats
Cain's Cutthroats è un film del 1971, diretto da Ken Osborne. È una storia di brutalità, tradimento e vendetta ambientata nel periodo immediatamente successivo alla fine della guerra civile americana. Il film è uscito con i titoli alternativi Cain's Way, The Blood Seekers e Justice Cain.

## Trama
Dopo la fine della guerra civile, il capitano dell'esercito confederato Justice Cain si ritira dall'esercito. Diventa un contadino e vive una vita tranquilla con suo figlio, Jody (avuto dalla sua prima moglie defunta) e la sua nuova compagna, Angie, l'ex schiava mulatta del suocero di Cain.
All'insaputa di Cain, un gruppo di sette soldati precedentemente sotto il suo comando (noti come "Cain's Cutthroats"), Ameson, Billy-Joe, Tucker, Farrette, Mason, e Crawford, è stato recentemente rilasciato da una prigione nordista. Gli ex confederati sono ormai diventati una banda di fuorilegge sanguinari ed assassini, e il loro obiettivo è riformare uno squadrone guidato da Cain e rinnovare gli attacchi contro obiettivi dell'Unione.
Gli uomini, dopo aver assaltato un carro nordista che trasportava denaro destinato all'esercito (in cui trova la morte un membro della loro banda), trovano Cain e gli raccontano i loro piani, ma Cain si rifiuta di unirsi a loro, sostenendo che il "Vecchio Sud" è morto e deride il loro piano irrealistico di attaccare il nord. Questo manda su tutte le fuorie la banda che, dopo un fugace scontro con Cain, riescono ad avere la meglio sul loro ex commilitone. Dopo aver legato Cain ad una palizzata Ameson, il leader del gruppo, violenta Angie mentre Cain guarda impotente. Billy-Joe, il più squilibrato e instabile degli uomini, tenta di violentarla in seguito, ma lei lo respinge. Furioso per quello che percepisce come il "rifiuto" sessuale di Angie nei suoi confronti, Billy-Joe la uccide. A questo punto Cain inveisce ferocemente contro Billy-Joe, che spara sia a Cain che a Jody, uccidendo il bambino all'istante.
Rendendosi conto che la rabbia incontrollabile di Billy-Joe li ha messi sulla via del non ritorno, gli uomini tentano di coprire le loro tracce bruciando la fattoria di Cain, ma se ne vanno ignari che quest'ultimo è ancora vivo.
Con l'aiuto del Predicatore Simms, un cacciatore di taglie che cita la Bibbia ed ha la pecuiliare abitudine di conservare le teste mozzate dei banditi morti in salamoia, e Rita, un'ex prostituta (ed ex fidanzata di Tucker), Cain rintraccia e uccide sistematicamente gli uomini della banda. Tuttavia, Cain diventa sempre più sadico e violento ad ogni nuovo omicidio e Simms inizia a chiedersi se Cain sia più interessato a ottenere giustizia o ad assecondare la propria sete di sangue. Dopo aver ucciso la maggior parte degli uomini, Cain trova Billy-Joe e gli spara più volte all'inguine, così che muore di una morte lenta e atrocemente dolorosa. Questo disgusta sia Simms che Rita, arrivando ad abbandonare Cain.
Cain quindi decide di uccidere da solo Ameson, l'ultimo membro sopravvissuto della banda. Tuttavia, Ameson viene catturato dai soldati dell'Unione e giustiziato dal plotone di esecuzione prima che Cain possa raggiungerlo. Cain, rimasto ormai solo al mondo e privato della soddisfazione di aver ucciso l'uomo che ha violentato sua moglie, cade a terra e piange disperato.

## Versione alternativa del film
Sono state distribuite due versioni di questo film. Il primo montaggio è uscito nel 1970 con il titolo Cain's Way, mentre la seconda e più nota versione di Cain's Cutthroats è uscita dal 1971. La durata di Cain's Way è leggermente più lunga, perché le scene che mostrano la banda confederata su tutte le furie sono intervallate da filmati documentaristici di una moderna banda di motociclisti che terrorizzano le persone. Le scene dei motociclisti furono poi tagliate dal film, che uscì nel 1971 come Cain's Cutthroats, in una versione che ha una struttura narrativa più semplice rispetto al montaggio originale e si svolge interamente negli anni '60 dell'Ottocento.